# Уалихановский район
Уалиха́новский район (каз. Уәлиханов ауданы) — район, расположенный на юго-востоке Северо-Казахстанской области. Граничит на севере и северо-востоке с Омской областью России, на востоке с Павлодарской областью, на юго-востоке с Акмолинской областью, на западе с Акжарским районом. Административный центр района — село Кишкенеколь.

## Физико-географическая характеристика
Климат района резко континентальный. Зима холодная, продолжительная, с устойчивым снежным покровом.
По территории района протекают реки Силети, Талдыбай, Кыздын карасуы, Семизбай и другие. Имеются крупные озёра Силетытениз, Теке, Кишкенеколь, Саржан, Кондыбай. Озеро Теке с площадью водного зеркала более 260 км² обладает значительными запасами минералов, сероводородных илов. В него впадают речки Аксай и Талдысай.
Среди растительности распространены ковыль, кипчак, полынь, овес, камыш и другие растения, редко — берёзовые и осиновые колки, заросли кустарников.

## История
17 января 1928 года, с упразднением губернско-уездного административного деления, в составе Кзыл-Джарского (Петропавловского) округа Казакской АССР был образован Кзыл-Туский район с центром в ауле Кулы-Куль. С 23 июля 1930 года район стал подчиняться непосредственно республиканскому центру — Алма-Ате.
10 марта 1932 года Кзыл-Туский район с центром в селе Кишкенеколь (в дальнейшем — Кзыл-Ту) вошёл в состав вновь созданной Карагандинской области (с центром в Петропавловске) Казакской АССР.
С 29 июля 1936 года, согласно Постановлению ВЦИК РСФСР, Кзыл-Туский район стал находиться в составе Северо-Казахстанской области Казахской АССР, а с 5 декабря 1936 года — Казахской ССР.
16 октября 1939 года при разукрупнении районов из Кзылтуского района в Чкаловский район передан Алаботинский ауло-сельский Совет.
15 марта 1944 года район согласно Указу Президиума Верховного Совета Казахской ССР передан во вновь образованную Кокчетавскую область Казахской ССР (с 1992 года именовалась Кокшетауской).
22 октября 1955 года часть территории Кзылтуского района была передана в новый Ленинградский район.
30 апреля 1997 года посёлок Кзылту переименован в посёлок Кишкенеколь.
2 мая 1997 года в соответствии с Указом Президента Республики Казахстан произошло объединение пятнадцати хозяйств Кзылтуского района (основан в 1928 году) и шести хозяйств Валихановского района (основан в 1970 году) Кокшетауской области с упразднением последнего. 3 мая 1997 года Кокшетауская область была упразднена, а её районы, в том числе Кзыл-Тусский, переименованный в Уалихановский район, влились в состав Северо-Казахстанской области.

## Население
Национальный состав по состоянию на начало 2019 года:
- казахи — 14 655 чел. (89,95 %)
- русские — 902 чел. (5,54 %)
- украинцы — 236 чел. (1,45 %)
- татары — 184 чел. (1,13 %)
- немцы — 154 чел. (0,95 %)
- белорусы — 55 чел. (0,34 %)
- другие — 107 чел. (0,66 %)
- Всего — 16 293 чел. (100,00 %)

По переписи 1989 г. численность населения Кзылтуского и Валихановского районов составляло около 50 000 человек. В 1997 г. Кзылтуский и Валихановский районы были объединены в один Уалихановский район. На 2010 г. численность населения объединенного Уалихановского района составила 23 202 человека.

## Административно-территориальное деление
Уалихановский район состоит 11 сельских округов, в составе которых находится 27 сёл:
| Сельские округа                | Населённые пункты                                     |
| Акбулакский сельский округ     | село Акбулак, село Жас Улан, село Карашилик           |
| Актуесайский сельский округ    | село Актуесай, село Кондыбай, село Кузексай           |
| Амангельдинский сельский округ | село Амангельды, село Тлеусай                         |
| Бидайыкский сельский округ     | село Бидайык, село Ондирис, село Жамбыл, село Жумысшы |
| Кайратский сельский округ      | село Кайрат, село Жаскайрат                           |
| Карасуский сельский округ      | село Аккудук, село Золотая Нива                       |
| Каратерекский сельский округ   | село Каратерек, село Малкара                          |
| Коктерекский сельский округ    | село Мортык, село Коктерек, село Карамырза            |
| Кишкенекольский сельский округ | село Кишкенеколь                                      |
| Кулыкольский сельский округ    | село Кулыколь, село Каратал, село Береке              |
| Тельжанский сельский округ     | село Тельжан, село Кобенсай                           |